# Elaphoglossum laurifolium
Elaphoglossum laurifolium là một loài dương xỉ trong họ Dryopteridaceae. Loài này được Thouars T. Moore mô tả khoa học đầu tiên năm 1857.